# Le grandi storie della fantascienza 15
Le grandi storie della fantascienza 15 (titolo originale Isaac Asimov Presents the Great SF Stories 15 (1953)) è un'antologia di racconti di fantascienza raccolti e commentati da Isaac Asimov e Martin H. Greenberg. Fa parte della serie Le grandi storie della fantascienza e comprende racconti pubblicati nel 1953.
È stata pubblicata nel 1986 e tradotta in italiano l'anno successivo.

## Racconti
- La grande vacanza (The Big Holiday), di Fritz Leiber
- Crucifixus etiam (Crucifixus Etiam), di Walter Miller
- Quattro in uno (Four in One), di Damon Knight
- Disco di solitudine (A Saucer of Loneliness), di Theodore Sturgeon
- La liberazione della Terra (The Liberation of Earth), di William Tenn
- Lot (Lot), di Ward Moore
- I nove miliardi di nomi di Dio (The Nine Billions Name of God), di Arthur C. Clarke
- Calore (Warm), di Robert Sheckley
- Impostore (Impostor), di Philip K. Dick
- Un mondo davvero perduto (The World Well Lost), di Theodore Sturgeon
- Affari: giornata infame (A Bad Day for Sales), di Fritz Leiber
- Tempo comune (Common Time), di James Blish
- Il tempo è traditore (Time Is the Traitor), di Alfred Bester
- Il muro intorno al mondo (The Wall Around the World), di Theodore R. Cogswell
- Un giudice modello (Model of a Judge), di William Morrison
- Galleria di specchi (Hall of Mirrors), di Fredric Brown
- Una vita splendida (It's a Good Life), di Jerome Bixby

## Edizioni
- Isaac Asimov Presents The Great SF Stories 15 (1953), DAW Books, 1986.
- Le grandi storie della fantascienza 15 (1953), traduzione di Giampaolo Cossato e Sandro Sandrelli, Armenia Editore, 1987, ISBN 88-344-0205-7.
- Le grandi storie della fantascienza 15, traduzione di Giampaolo Cossato e Sandro Sandrelli, Bompiani, 1997, ISBN 88-452-2962-9.